# Гасанов, Рагим
Рагим Гасанов (азерб. Rəhim Həsənov; род. 8 февраля 1983, Баку) — азербайджанский футбольный арбитр категории ФИФА. Международные матчи обслуживает с 2013 года.

## Биография
Родившийся 8 февраля 1983 года в Баку Рагим Гасанов, с 2013 года является арбитром международной категории (рефери ФИФА). В чемпионатах Азербайджана обслуживает матчи как Премьер-Лиги, так и Первого Дивизиона.

## Статистика
Данные приведены по состоянию на 15 сентября 2014 года
| Турнир                         | Турнир                         | Матчи |     |    |
| ------------------------------ | ------------------------------ | ----- | --- | -- |
| Чемпионат Азербайджана         | 2009/2010                      | 5     | 24  | 2  |
| Чемпионат Азербайджана         | 2010/2011                      | 8     | 33  | 1  |
| Чемпионат Азербайджана         | 2011/2012                      | 16    | 60  | 7  |
| Чемпионат Азербайджана         | 2012/2013                      | 24    | 120 | 7  |
| Чемпионат Азербайджана         | 2013/2014                      | 27    | 126 | 14 |
| Чемпионат Азербайджана         | 2014/2015                      | 2     | 8   | 1  |
| Лига Европы УЕФА               | 2013/2014                      | 1     | 5   | 0  |
| Лига Европы УЕФА               | 2014/2015                      | 1     | 4   | 0  |
| Чемпионат Европы до 21 (отбор) | Чемпионат Европы до 21 (отбор) | 2     | 9   | 0  |
| Чемпионат Европы до 17 (отбор) | Чемпионат Европы до 17 (отбор) | 2     | 1   | 0  |
| Всего                          | Всего                          | 88    | 390 | 32 |

## Последние матчи
| Дата             | Турнир                                                                      | Матч                                                     |         |   | Пенальти |
| ---------------- | --------------------------------------------------------------------------- | -------------------------------------------------------- | ------- | - | -------- |
| 26 марта 2013    | Чемпионат Европы по футболу 2013 (юноши до 17 лет), отборочный турнир       | Швеция 4:1 Белоруссия                                    | 1 (1-0) | 0 | 0        |
| 31 марта 2013    | Чемпионат Европы по футболу 2013 (юноши до 17 лет), отборочный турнир       | Белоруссия -:- Финляндия                                 | -       | - | -        |
| 11 июля 2013     | Лига Европы УЕФА 2013/2014, первый квалификационный раунд                   | Либертас (Сан-Марино) 1:2 Сараево (Босния и Герцеговина) | 5 (3-2) | 0 | 0        |
| 10 сентября 2013 | Чемпионат Европы по футболу среди молодёжных команд 2015, элитный раунд     | Молдова 0:0 Уэльс                                        | 7 (4-3) | 0 | 0        |
| 14 ноября 2013   | Чемпионат Европы по футболу среди молодёжных команд 2015, отборочный турнир | Венгрия 0:2 Албания                                      | 2 (0-2) | 0 | 0        |
| 11 июля 2013     | Лига Европы УЕФА 2014/2015, первый квалификационный раунд                   | Актобе (Казахстан) 1:0 Кукеси (Албания)                  | 4 (3-1) | 0 | 0        |

## Интересные факты
- Рагим Гасанов дважды назначался главным арбитром «Больших игр», с участием ФК «Хазар-Ленкорань» и ФК «Нефтчи» Баку. В первый раз это был матч за Суперкубок Азербайджана, который состоялся 23 октября 2013, а второй раз - 9 февраля 2014 года, матч ХХ тура Премьер-Лиги.[5]
- С 15 по 29 июля 2010 года участвовал в учебно-тренировочных сборах, организованных со стороны АФФА для 36 судей, обслуживающих матчи Премьер-Лиги Азербайджана.[6]